# Guitarricadelafuente
Álvaro Lafuente Calvo (Benicàssim, 27 d'agost de 1997), conegut artísticament com a Guitarricadelafuente, és un cantautor, compositor i músic valencià en castellà. Es va donar a conèixer a través d'Instagram, fent covers de conegudes cançons amb el seu estil personal, que barreja els gèneres musicals d'indie, rumba, folk i flamenc. A l'abril de 2018, va publicar la seva primera cançó original, «El conticinio», gravat a ca seva amb un micròfon d'una videoconsola, compartint-la en les plataformes Youtube i Spotify.
Per compondre el seu single en solitari més reproduït fins avui, «Guantanamera», es va inspirar en els estius que havia passat en la localitat aragonesa de la seva àvia, Les Cuevas de Cañart, sumant més de 12 milions de reproduccions. El videoclip d'aquest tema, dirigit per Pedro Artola, està gravat en el municipi turolense. L'èxit li va arribar a partir de la seva col·laboració en el primer EP de Natalia Lacunza, concursant d'Operacion Triunfo, amb el tema «Nana triste» compost per tots dos.
El seu nom artístic prové de la unió del seu primer cognom i del diminutiu de la paraula "guitarra" amb la terminació «-ica» utilitzada a la part oriental d'Espanya, molt comuna a Aragó. Aquest pseudònim va ser utilitzat per l'artista per primera vegada per al seu compte d'Instagram.

## Carrera professional
En 2019, va ser classificat com un dels fenòmens musicals revelació d'Espanya per diferents mitjans, any que va tancar com l'artista espanyol número 31 més reproduït en streaming, sumant les reproduccions de les plataformes digitals Spotify, Apple Music, Deezer i Amazon Music. Actualment compta amb més de 870 mil oients mensuals i amb més de 54 mil subscriptors a Youtube, sent el seu major èxit «Nana Triste», amb més de 20 milions de reproduccions a Spotify i 11 milions de visualitzacions a Youtube.
Ha col·laborat amb Niño de Elche en la interpretació de «Cerrado por derrino» en l'àlbum "Ni tan joven, ni tan viejo", disc tribut a Joaquín Sabina en el qual van participar 38 artistes versionant cançons del cantautor espanyol, entre ells Fito Cabrales, Alejandro Sanz, Serrat o Amaral. Forma part de l'elenc de joves actors que van actuar en la pel·lícula 'Nada será igual', projecte audiovisual contra l'assetjament escolar, que en 2019 es va projectar en nombroses sales de cinema i col·legis d'Espanya, sent Álvaro el compositor i intèrpret de la seva banda sonora. Així mateix, ha participat amb l'artista Muerdo per a l'enregistrament del senzill «Vas a encontrarte», inclòs en el seu àlbum Fin de la primera vida. El 23 de gener de 2020 va publicar en el seu compte de Youtube una nova versió de la seva «Guantanamera» amb la cantautora mexicana Silvana Estrada. 
En 2019 va realitzar una gira —La Girica— per diferents ciutats i festivals d'Espanya, aconseguint esgotar les entrades en molts dels seus concerts. Aquesta gira s'estén durant l'any 2020, havent programat nombrosos concerts a les principals sales i festivals del país. Per al concert en el Teatre Circ Price (Madrid) que anava a tenir lloc el 3 d'abril, va vendre totes les entrades en vuit hores.
Ha estat nominat a tres categories dels Premis MIN de la Música Independent: Millor Artista Emergent, Millor Cançó de l'Any per «Aigua i mezcal» i Millor Videoclip per «Guantanamera». Aquests premis seran lliurats en una cerimònia que ha estat ajornada per les mesures preses per a la contenció de la pandèmia de coronavirus.

## Discografia

### Discs
- «La cantera» (2022)

### Senzills
- «El Conticinio» (2018)
- «Guantanamera» (2018), versió en acústic (2020) amb Silvana Estrada.
- «Nada será iguall» (2018), tema principal de la pel·lícula homònima.
- «Catalina» (2018), versió de la coneguda cançó de Manuel Vallejo.[19]
- «Sixtinain» (2018)
- «Nacido pa ganar» (2019)
- «Agua y mezcal» (2019)
- «ABC» (2019)
- «Desde las alturas» (2020)
- «Full time papi» (2025)

### Col·laboracions
- «Nana triste» (2019), amb Natalia Lacunza
- «Cerrado por derribo» (2019), amb Niño de Elche en el disc tribut Ni tan joven, ni tan viejo.
- «Vas a encontrarte» (2019), amb Muerdo en el disc d'aquesta artista Fin de la primera vida.